# Sangha
Sangha é um dos 12 departamentos da República do Congo, localizado na parte norte do país. Faz fronteira com os departamentos de Cuvette, Cuvette-Ouest e Likouala, e com Camarões e Gabão. Sua capital é a cidade de Ouésso.

## Distritos
- Mokeko
- Ngbala
- Pikounda
- Sembé
- Souanké